# ماسیمو گینی
ماسیمو گینی (ایتالیایی: Massimo Ghini؛ زادهٔ ۱۲ اکتبر ۱۹۵۴) بازیگر اهل ایتالیا است.
از فیلم‌ها یا مجموعه‌های تلویزیونی که وی در آن نقش داشته‌است، می‌توان به یک خانواده وحشت‌انگیز، قتل، نبرد سه پادشاه، آتش‌بس، چای با موسولینی، تایتانیک: خون و فولاد، قرعه‌کشی، ژان بیست‌وسوم: پاپ صلح، کریسمس در ریو، نهار یکشنبه، طبقه ۱۷، هم‌کلاسی‌ها، سفارش‌ها، هیچ‌کجا مثل خانه نیست، یک داستان ساده، سی‌کیو و پاپ جدید اشاره کرد.